# Krustenkugelpilzartige

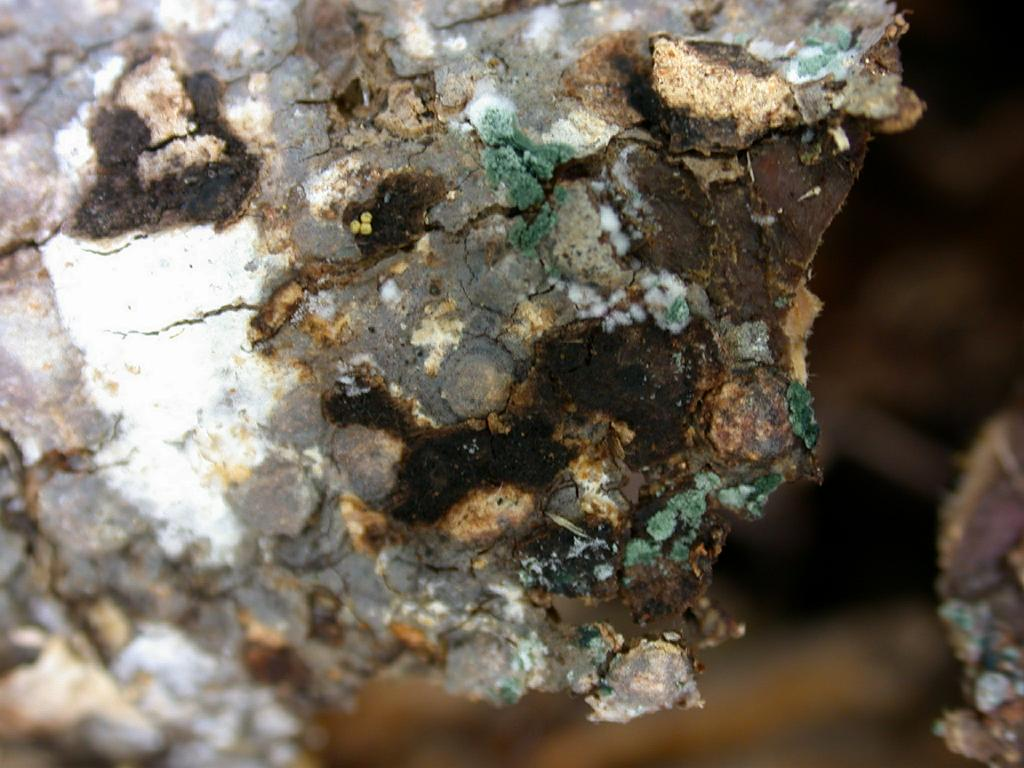
Trichoderma-Kolonien

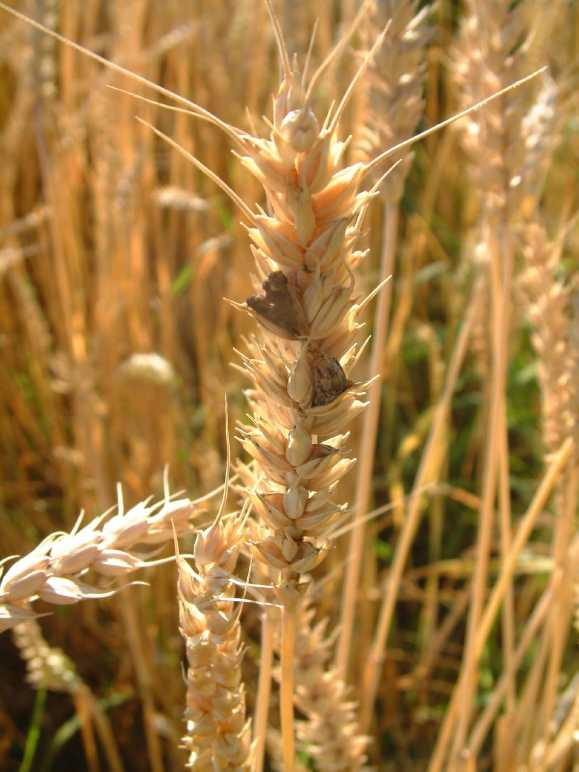
Weizenähre mit Mutterkorn

Die Krustenkugelpilzartigen (Hypocreales) sind eine Ordnung der Schlauchpilze. Sie umfasst Pflanzen- und Insekten-Pathogene sowie Mykoparasiten, Endophyten und Saprobionten.
Die Fruchtkörper sind Perithecien von weicher Struktur und heller, auffälliger Farbe. Die Asci sind unitunicat und bilden sich zwischen apikalen Paraphysen, die sich bei Reife häufig auflösen. Die Ascosporen sind farblos, ihre Form reicht von nicht-septiert und rund zu ein- bis vielfach septiert, ellipsoidisch bis fadenförmig.

## Systematik
Die Ordnung umfasst über 70 Gattungen. Zu ihr werden folgende Familien gezählt (mit ausgewählten Gattungen und Arten):
- Bionectriaceae mit 26 Gattungen: Die Arten zählten früher zur großen Gattung Nectria und sind meist von bleicher Farbe. Manche Arten dienen zur Kontrolle von Glashaus-Pathogenen.
- Mutterkornpilzverwandte (Clavicipitaceae): bilden ein großes Spektrum an sekundären Inhaltsstoffen.
  - Balansia
  - Mutterkornpilze (Claviceps)
    - Purpurbrauner Mutterkornpilz (Claviceps purpurea)

  - Spindelschimmel (Epichloe)
  - Hypocrella
  - Metarhizium
  - Torrubiella
- Kernkeulenverwandte (Cordycipitaceae)
  - Cordyceps
    - Puppen-Kernkeule (Cordyceps militaris)
- Ophiocordycipitaceae
  - Ophiocordyceps
    - Ophiocordyceps jiangxiensis
    - Ophiocordyceps jinggangshanensis
    - Chinesischer Raupenpilz (Ophiocordyceps sinensis)
    - Ophiocordyceps unilateralis
- Krustenkugelpilzverwandte (Hypocreaceae) mit 14 Gattungen:
  - Hypomyces
    - Goldschimmel (Hypomyces chrysospermus), Anamorphe Sepedonium chrysospermum
    - Hypomyces lactifluorum
    - Hypomyces lateritius

  - Krustenkugelpilze (Hypocrea), Anamorphe Trichoderma
    - Ledergelbes Pustelkeulchen (Hypocrea alutacea)

  - Scheinflechtenpilze (Hypocreopsis)
    - Trollhand (Hypocreopsis lichenoides)
- Pustelpilzverwandte (Nectriaceae) mit 24 Gattungen: hauptsächlich orange bis rote Perithecien.
  - Gibberella
  - Neonectria
    - Neonectria radicicola
- Niessliaceae mit 16 Gattungen
- Stachybotryaceae[2]
  -     - Stachybotrys chartarum